# Woodlands Style
Woodlands style, Woodlands school, Legend painting, Medicine painting, und Anishnabe painting sind Bezeichnungen für ein Genre der Malerei unter den First Nations und indianischen Künstlern aus dem Gebiet der Großen Seen, inklusive des nördlichen Ontarios und des südwestlichen Manitobas. Die Mehrheit der Woodlandartists gehört zu den Anishinabe, den Ojibwe (Chippewa), Odawa und Potawatomi, sowie den Oji-Cree und Cree.

## Ursprung
Der Malstil wurde von Norval Morrisseau begründet, einem Indianer von den Bingwi Neyaashi Anishinaabe, einer Gruppe der Ojibwe, aus dem nördlichen Ontario, Kanada. Er erlernte die Geschichte der Ojibwe und ihre Kultur von seinem Großvater Moses „Potan“ Nanakonagos und in den 1950ern sammelte er Oral History in seiner Gemeinschaft. Ihre Geschichte und Kosmologie gab ihm Inspiration für die Motive seiner Bilder. Er stützte sich auch zusätzlich auf seine persönlichen Träume und Visionen. Morrisseau erklärte „alle meine Malerei und Zeichnung ist wirklich eine Fortsetzung der Schamanenrolle“ („all my painting and drawing is really a continuation of the shaman’s scrolls.“) und der Eckankar-Religion. Ojibwe Gemmen, Pictographen, Felsbilder und Birkenrindenrollen, so genannte Wiigwaasabak, waren stilistische Vorbilder für den Woodland Style.

## Stil
Der Stil bildet Visionen ab und nutzt Röntgenbild-artige Darstellungen von Menschen, Tieren und Pflanzen. Die Farben sind lebendig, sogar grell. Während Morrisseau ursprünglich vor allem auf Birkenrinde malte, sind die Materialien des Woodland Style meistens westliche, zum Beispiel Acrylfarbe, Gouache, oder Wasserfarben auf Papier, Holzpaneelen oder Leinwand.

## Künstler
- Jackson Beardy, Anishinini, 1944–1984[5]
- Benjamin Chee Chee (Eabametoong Ojibwe, 1944–1977)
- Shirley Cheechoo (Cree, geb. 1952)
- Kelly Church (Gun Lake Potawatomi/Odawa/Ojibwe, geb. 1967)
- Eddy Cobiness (Buffalo Point Ojibwe, 1933–1996)
- Blake Debassige (M’Chigeeng Ojibwe, geb. 1956)[5]
- Tom Hogan, (Ojibwe, 1955–2014)
- Abe Kakepetum (Sandy Lake Oji-Cree)
- Norval Morrisseau (ᒥᐢᒁᐱᐦᐠ ᐊᓂᒥᐦᑮ/ Miskwaabik Animikii) (Bingwi Neyaashi Ojibwe, ca. 1932–2007)[5]
- Daphne Odjig (Odawa/Potawatomi, 1919–2016)
- Carl Ray (Sandy Lake Cree, 1943–1978)[6][5]
- Roy Thomas (Long Lake Ojibwe, 1949–2004)
- Jackie Traverse (Lake St. Martin Ojibwe, geb. 1968)